# Serra de Baltà
La Serra de Baltà és una serra situada al municipi de la Llacuna (Anoia), amb una elevació màxima de 817 metres.